# Hemokini
Hemokini (grč. kinos, kretanje) su familija malih citokina, ili proteina izlučenih iz ćelija. Njihovo ime potiče od njihove sposobnosti da indukuju usmerenu hemotaksu u okolnim responsivnim ćelijama; oni su hemotaksni citokini. Proteini su klasifikovani kao hemokini na osnovu zajedničkih strukturnih karakteristika, kao što je mala veličina (oni su svi imaju molekulsku težinu od približno 8-10 kDa), i prisustva četiri cistein ostatka u konzerviranim lokacijama koje su ključne za formiranje njihovog 3-dimenzionalnog oblika. Međutim, ovi proteini su istorijski bili poznati pod nekoliko drugih imena uključujući SIS familija citokina,  familija citokina,  familija citokina, Trombocit faktor-4 superfamilija ili interkrini. Neki hemokini se smatraju proinflamatornim i mogu biti indukovani tokom imunog odgovora da privuku ćelije imunskog sistema na mesto infekcije, dok se drugi smatraju homeostaznim. Oni učestvuju u kontroli migracije ćelija u toku normalnih procesa održavanja tkiva ili tokom razvoja. Hemokini su prisutni u svim kičmenjacima, nekim virusima i bakterijama, a nisu prisutni kod beskičmenjaka. Ovi proteini dejstvuju putem interakcija sa G protein-spregnutim transmembranskim receptorima koji se nazivaju hemokinski receptori, i koji se selektivno nalaze na površini ciljnih ćelija hemokina.

## Funkcija
Glavna uloga hemokina je da dejstvuju kao hemoatraktanti koji usmeravaju ćelijsku migraciju. Ćelije koje su privučene hemoatraktantima slede signal rastuće koncentracije hemokina ka njegovom izvoru. Neki hemokini učestvuju u kontroli ćelija imunskog sistema tokom procesa imunog nadzora. Oni usmeravaju limfocite ka limfnim čvorovima gde si oni u mogućnosti da detektuju prisustvo patogena putem interakcija sa antigen-prezentirajućim ćelijama koje se nalaze u tim tkivima. Oni su poznati kao homeostazni hemokini. Oni se stvaraju i izlučuju bez stimulacije njihovih izvornih ćelija. Neki hemokini imaju ulogu u razvoju; oni promovišu angiogenezu (rast novih krvnih sudova), ili navode ćelije ka tkivima koja proizvode specifične signale kritične za ćelijsko sazrevanje. Drugi hemokini su inflamatorni, i oni se oslobađaju iz širokog varijateta ćelija u responsu na bakterijske infekcije, viruse i agense koji izazivaju fizičke povrede kao što su silika ili uratni kristali koji se javljaju kod gihta. Njihovo oslobađanje je često stimulisano proinflamatornim citokinima kao što je interleukin 1. Inflamatorni hemokini funkcionišu uglavnom kao hemoatraktanti za leukocite. Oni privlače monocite, neutrofile i druge efektorske ćelije iz krvi na mesta infekcije ili oštećena tkiva. Određeni inflamatorni hemokini aktiviraju ćelije da otpočnu imuni respons ili promovišu zarastanje rane. Njih oslobađaju mnogi tipovi ćelija i oni navode ćelije urođenog i adaptivnog imunskog sistema.

## Strukturne karakteristike
Proteini se klasifikuju u hemokin familije na osnovu njihovih strukturnih karakteristika, a ne samo njihove sposobnosti da privlače ćelije. Svi hemokini su mali, sa molekularnom masom između 8 i 10 kDa. Oni su približno 20-50% identični jedan s drugim; odnosno, oni dele genetsku sekvencu, i njihove aminokiselinske sekvence su homologne. Oni takođe poseduju konzervirane aminokiseline koje su važne za formiranje njihove 3-dimenzionalne ili tercijarne strukture, kao što su (u većini slučajeva) četiri cisteina. Dva disulfidna mostova omogućavaju stvaranje oblika Grčkog ključa koji je karakterističan za hemokine. Intramolekularne disulfidne veze tipično povezuju prvi sa trećim, i drugi sa četvrtim cisteinskim ostatkom (numerisanim po redosledu u proteinskoj sekvenci hemokina). Tipični hemokin proteini nastaju kao propeptidi, koji počinju sa signalnim peptidom od približno 20 aminokiselina koji se odseca od aktivnog (zrelog) dela molekula u toku procesa sekrecije iz ćelije. Prva dva cisteina, u hemokinima, su locirana blizo -terminalnog kraja proteina. Treći cistein je u centru molekula, A četvrti blizo -terminal kraja. Petlja od približno deset aminokiselina sledi prva dva cisteina i ona je poznata kao N-petlja. Tome sledi jednostruki 310-heliks, tri β-lanca i C-terminalni α-heliks. Ovi heliksi i ravni su povezani sa zaokretima koji se nazivaju 30s, 40s i 50s petlje; treći i četvrti cistein su locirani u 30s i 50s petljama.

## Tipovi
| Četiri supfamilije hemokin |     |             |          |  |
| hemokini                   |     |             |          |  |
| Ime                        | Gen | Druga imena | Receptor |  |
|                            |     |             |          |  |
|                            |     |             |          |  |
|                            |     |             |          |  |
|                            |     |             |          |  |
|                            |     |             |          |  |
|                            |     |             |          |  |
|                            |     |             |          |  |
|                            |     |             |          |  |
|                            |     |             |          |  |
|                            |     |             |          |  |
|                            |     |             |          |  |
|                            |     |             |          |  |
|                            |     |             |          |  |
|                            |     |             |          |  |
|                            |     |             |          |  |
|                            |     |             |          |  |
|                            |     |             |          |  |
|                            |     |             |          |  |
|                            |     |             |          |  |
|                            |     |             |          |  |
|                            |     |             |          |  |
|                            |     |             |          |  |
|                            |     |             |          |  |
|                            |     |             |          |  |
|                            |     |             |          |  |
|                            |     |             |          |  |
|                            |     |             |          |  |
| hemokini                   |     |             |          |  |
| Ime                        | Gen | Druga imena | Receptor |  |
|                            |     |             |          |  |
|                            |     |             |          |  |
|                            |     |             |          |  |
|                            |     |             |          |  |
|                            |     |             |          |  |
|                            |     |             |          |  |
|                            |     |             |          |  |
|                            |     |             |          |  |
|                            |     |             |          |  |
|                            |     |             |          |  |
|                            |     |             |          |  |
|                            |     |             |          |  |
|                            |     |             |          |  |
|                            |     |             |          |  |
|                            |     |             |          |  |
|                            |     |             |          |  |
|                            |     |             |          |  |
| hemokini                   |     |             |          |  |
| Ime                        | Gen | Druga imena | Receptor |  |
|                            |     |             |          |  |
|                            |     |             |          |  |
| hemokini                   |     |             |          |  |
| Ime                        | Gen | Druga imena | Receptor |  |
|                            |     |             |          |  |

Članovi hemokin familije se dele u četiri grupe u zavisnosti od rastojanja između njihova prva dva cistein ostatka. Nomenklatura hemokin je, npr.: CCL1 za ligand 1 iz CC-familije hemokina, i CCR1 za njegov respektivni receptor.

### hemokini
hemokin (ili ß-hemokin) proteini imaju dva susedna cisteina (aminokiseline), blizo njihovog amino terminusa. Najmanje 27 različitih članova ove podgrupe je poznato kod sisara. Oni se nazivaju  hemokin ligandi (CCL) 1 do 28; CCL10 je isti kao CCL9. Hemokini ove supfamilije obično sadrže četiri cisteina ( hemokini). Mali broj CC hemokina poseduje šest cisteina ( hemokini). C6-CC hemokini uključuju CCL1, CCL15, CCL21, CCL23 i CCL28.  hemokini indukuju migraciju monocita i drugih ćelijskih tipova kao što su NK ćelije i dendritske ćelije.
U CC hemokine se uvrstava monocit hemoatraktant protein-1 (MCP-1 ili CCL2) koji podstiče monocite da napuste krvotok i u uđu u okolno tkivo gde postaju makrofage tkiva.
CCL5 (ili RANTES) privlači ćelije poput T ćelija, eosinofila i bazofila koje izražavaju receptor .
Dva N-terminalna cisteina CXC hemokina (ili α-hemokina) su razdvojena sa jednom aminokiselinom, koja je predstavljena sa "X" u imenu. 17 različitih CXC hemokina je opisano kod sisara. Oni se podeljeni u dve kategorije: 
- chemokini sa specifičnom aminokiselinskom sekvencom (motivom) glutaminska kiselina-leucin-arginin (ELR) neposredno pre prvog cisteina u CXC motivu (ELR-pozitivni), i
- chemokini bez ELR motiva (ELR-negativni).

ELR-pozitivni CXC hemokini specifično indukuju migraciju neutrofila, i interaguju sa hemokinskim receptorima  i . Jedan primer ELR-pozitivnog CXC hemokina je interleukin-8 (IL-8), koji indukuje neutrofile da napuste krvotok i uđu u okolno tkivo. Drugi CXC hemokini kojima nedostaje ELR motiv, kao što je CXCL13, su obično hemoatraktanti za limfocite. CXC hemokini se vezuju za  hemokinske receptore, od kojih je sedam otkriveno do sada. Oni su označeni sa CXCR1-7.
Treća grupa hemokina je poznata kao C hemokini (ili γ hemokini). Ona se razlikuje od svih drugih hemokina po tome što ona ima samo dva cisteina; jedan N-terminalni cistein i još jedan nešto niže. Dva hemokina iz ove grupe su bila opisana. Oni se zovu XCL1 (limfotaktin-α) i XCL2 (limfotaktin-ß). Ovi hemokini privlače T ćelijske prekurzore u timus.
Četvrta grupa je takođe bila otkrivena, i njeni članovi imaju tri aminokiseline između dva cisteina. Oni se nazivaju  hemokini (ili d-hemokini). Jedini  hemokin otkriven do sada se zove fraktalkin (ili ). On može biti bilo izlučen, ili pričvršćen za površinu ćelije koja ga izražava, tako da može da služi bilo kao hemoatraktant, ili kao adhezioni molekul.

## Receptori
Hemokinski receptori su G protein-spregnuti receptori sa 7 transmembranskih domaina koji se nalaze na površini leukocita. Približno 19 različitih hemokinskih receptora je bilo karakterisano do danas. Oni su podeljeni u četiri familije na osnovu tipa hemokina koji vezuju:  koji vezuju  hemokine,  koji vezuju  hemokine,  koji vezuje CX3C hemokin (CX3CL1), i XCR1 koji vezuje dva XC hemokina (XCL1 i XCL2). Oni imaju mnoge zajedničke osobine; oni su slični po veličini (sa oko 350 aminokiselina), imaju kratak, kiseo N-terminalni kraj, sedam heliksnih transmembranskih domena sa tri intracelularne i tri ekstracelularne hidrofilne petlje, i intracelularnim C-terminusom koji sadrži serin i treonin ostatke koji su važni za regulaciju receptora. Prve dve ekstracelularne petlje hemokinskih receptora imaju konzervirane cistein ostatke koji omogućavaju formiranje disulfidnih mostova između petlji. G proteini su spregnuti sa C-terminalnim krajem hemokinkog receptora čime omogućavaju intracelularni prenos signala nakon aktivacije receptora, dok N-terminalni domen hemokinkog receptora određuje specifičnost ligand vezivanja.

### Prenos signala
Hemokinski receptori se asociraju sa G-proteinima da bi transmitovali ćelijske signale nakon vezivanja liganda. Aktivacija G-proteina hemokinkim receptorima, uzrokuje naknadnu aktivaciju enzima poznatog kao fosfolipaza C (PLC). PLC rascepljuje molekul fosfatidilinozitol (4,5)-bisfosfat (PIP2) u dva molekula sekundarnih glasnika poznata kao inozitol trifosfat (IP3) i diacilglicerol (DAG) koji pokreću intracelularne signalizacione događaje; DAG aktivira enzim protein kinaza C (PKC), a IP3 uzrokuje oslobađanje kalcijuma iz intracelularnih ostava. Ovi događaji promovišu veliki broj signalnih kaskada (kao što je put MAP kinaze) koji generiše response poput hemotakse, degranulacije, oslobađanje superoksid anjona i promene u afiniteta ćelijskih adhezionih molekula integrina unutar ćelija koje izražavaju hemokinski receptor.

## Kontrola infekcije
Otkriće da β hemokini RANTES, MIP (makrofagni inflamatorni protein) 1α i 1β (koji se sada respektivno nazivaju CCL5, CCL3 i CCL4) supresuju HIV-1 proizvela je inicijalnu vezu i ukazala na ćinjenicu da ovi molekuli možda kontrolišu infekcije kao deo imunskih in vivo responsa. Asocijacija hemokin proizvodnje sa antigen-indukovanim proliferativnim responsom, povoljnijim kliničkim statusom HIV infekcije, kao i sa neinficiranim statusom osoba sa rizikom od infekcije, sugestira pozitivnu ulogu ovih molekula u kontroli prirodnog kursa HIV infekcije.

## Spoljašnje veze
- Spisak hemokina i njihovih receptora na
- Baza podataka citokin familije na
- Korektna hemokin nomenklatura na